# 内桥
内桥是位于中国江苏省南京市秦淮区的一座桥梁。明初，内桥重修，主体结构保留至今。1992年，公布为南京市文物保护单位。